# Reason
Reason — популярне музичне програмне забезпечення шведського виробника Propellerhead Software. Емулює низку апаратних синтезаторів, семплерів, звукових процесорів, секвенсерів та мікшерів. Reason може використовуватися як самодостатня віртуальна музична студія або як колекція віртуальних інструментів для гри наживо або керування з іншої програми.

## Загальний огляд
Reason 1.0 був випущений в листопаді 2000. Дизайн програми імітує студійну стійку (рек), в яку користувач може монтувати інструменти, ефект-процесори і мікшери. Ці інструментами можуть бути використані як із вбудованого секвенсера, так і зі сторонньої програми, наприклад Pro Tools, Logic, Cubase чи GarageBand за допомогою проколу ReWire.
Версія 3.0 включає такі модулі:
- Subtractor — субтрактивний синтезатор;
- Malstrom — синтезатор на основі синтезу «Graintable» [Архівовано 3 березня 2016 у Wayback Machine.];
- NN-19 — цифровий семлер;
- NN-XT — просунутий семплер, що дозволяє здійснювати різні модуляції семпійованого сигналу;
- Dr Rex — пристрій програвання лупів для нарізки коротких керованих семплів;
- Redrum — драм-машина з 64-кроковим секвенсером, з бібліотекою семплів та ефектів.

Звуки цих пристроїв можуть бути маршрутизовані або через два мікшери, або прості програми злиття чи розщеплення. Блок ефектів включає дисторшн, реверберацію, хорус, вокодер та ефекти майстерингу. Пристрій Combinator, представлений у версії 3.0, дозволяє комбінувати різні модулі в одному. Також є пристрій для комбінування з програмою ReBirth.
Інтерфейс Reason'а включає команду Toggle Rack, яка дозволяє швидко гортати список модулів. Тут користувач може маршрутизувати віртуальні аудіо та контрольні кабелі між різними частинами устаткування у різний спосіб. Цей кабель дозволяє створити складні ланцюги ефектів або модулювати одним пристроєм інший у різні способи.
Reason не може записувати аудіотреки або підключати плагіни.
Reason 4, випущений 26 вересня 2007 включає низку вдосконалень, зокрема потужний модуляційний синтезатор Thor, програмний арпеджіатор реального часу RPG-8, деквантизатор ReGroove, а також деякі вдосконалення секвенсеру, зокрема підтримку складних ритмів. Також включена векторна автоматизація, нова доріжка для редагування зразку в режимі arrange view, папки-треки, лічильник тактів та підтримку кількох проб.

### Пристрої
- Hardware Interface — керує з'єднанням програми з пристроями та підтримує до 64 окремих виходів. Так як це невід'ємна частина функціональності Reason, його не може бути вилучено.

- Combinator — довзоляє користувачам з'єднувати декілька модулів в один і передавати ці з'єднані модулі між проектами. Це дуже корисно для створення складних звуків, звукових ефектів або вірутальних інструментів.

### Мікшери
Два мікшери зводять сигнал від множини пристроїв у стереофонічний сигнал. Можна підключати або відключати окремі інструменти, панорамувати та встановлювати загальний рівень звуку. Хоча мікшер не має окремих каналів, існує можливість розміщення ефектів між інструментом і мікшером за допомогою віртуальних кабелів.
- Mixer 14:2 — також Remix, має 14 стерео каналів з рівнями сигналу, фіксований двосмуговий еквалайзер

- Line Mixer 6:2 — або Micromix, менший, 6-канальний мікшер, з одним auxiliary send and return, без EQ, менше регуляторів рівня and limited metering. Використовується для створення окремих елементів міксу.

### Інструменти
Більшість інструментів, що генерують звук, включають також ADSR-огинаючі, LFO, контролери звуковисотності та вібрато.
Reason 4 має три синтезатори:
- SubTractor Analogue Synthesizer або SubTractor Polyphonic Synthesizer — 99-голосний поліфонічний, субтрактивний синтезатор. Пристрій керований двома генераторами, кожний працює з 32 формами хвилі, кожна з яких може бути модульована phase offset modulation.

- Thor Polysonic Synthesizer — напів-модульний синтезатор, що працює з 6-ма генераторами і 4-ма окремими фільтрами, покроковим секвенсером та складними маршрутизаторами ефектів.

- Malström Graintable Synthesizer — синтезатор на основі синтезу «Graintable».

Reason має чотири семплери. Всі поліфонічні та підтримують формати Wave, AIFF, SoundFont та REX.
- NN19 Digital Sampler — простіший і менш функціональний, проте потребує меншої потужності процесора, дозволяючи програмі працювати скоріше і задіювати більше пристроїв. Цей семплер не має можливості використовувати різні семпли для звуків різної гучності, що робить його цілком прийнятним для емулювання звуків клавесину, чи органу, однак менш прийнятний для складнішого звуку фортепіано.

- NN-XT Advanced Sampler — більш просунута версія NN19; хоча він складніший у використанні і не містить повної автоматизації як NN19, він значно більш багатофункційний. Він включає можливість включення різних семплів для звуків різної гучності, причому, завдяки можливості перекривання зон семпліювання, ці семпли можуть бути комбінованими.

- Dr. REX Loop Player — використовується для програвання лупів ударних або інших частоповторюваних звуків. Цей пристрій працює з лупами власних Propellerhead'ових форматів із розширенням .REX or .REX2. У програмі ReCycle Файли цього формату можуть бути розділені на декілька незалежно керованих шматочків із можливістю контролю по панорамі, гучності та іншим параметрам. Dr. Rex Loop Player також містить фільтри та огинаючі фільтрів.

- Redrum Drum Computer — драм-машина вбудована у Reason. Базовий інструмент для завантаження семплів (в основному ударних) має власний секвенсер для створення барабанних збивок.

### Ефекти
The MClass Mastering Effects series, представлені в Reason 3, складаються з чотирьох пристроїв:
- MClass Equalizer — двохсмуговий параметричний еквалайзер із графічним дісплеєм
- MClass Stereo Imager — для незалежного регулювання високих та низьких частот стерео
- MClass Compressor — односмуговий компресор з додатковим ланцюговим входом
- MClass Maximizer — максимайзер для підвищення гучності без кліпування

Також є додаткові ефекти для обробки окремих каналів.
- RV7000 Advanced Reverb — потужний ревербератор з простим EQ та численними алгоритмами.
- Scream 4 Distortion — багатофункційний ефект-процесор для ефектів овердрайв, дисторшн тощо.
- BV512 Digital Vocoder — вокодер, може бути використаний також як 4/8/16/32 смуговий графічний еквалайзер.

Reason також включає декілька простих ефект-процесорів.
- RV-7 Digital Reverb — ревербератор, з можливістю регулювання різних параметрів. В третій версії використовується більш просунутий The RV7000.
- DDL-1 Digital Delay Line — лінія затримки з регулятором зворотного зв'язку співвідношенням оригінального/обробленого сигналу. Час затримки можна задати як у мілісекундах, так і відносно темпу.
- D-11 Foldback Distortion
- ECF-42 Envelope Controlled Filter
- CF-101 Chorus/Flanger
- PH-90 Phaser
- UN-16 Unison — для емуляції унісонного звучання кількох інструментів (ефект хорусу).
- COMP-01 Compressor/Limiter — базовий компресор зі стандартними параметрами.
- PEQ-2 Two Band Parametric EQ — двохсмуговий параметричний еквалайзер.